# التاريخ الاقتصادي لأستراليا

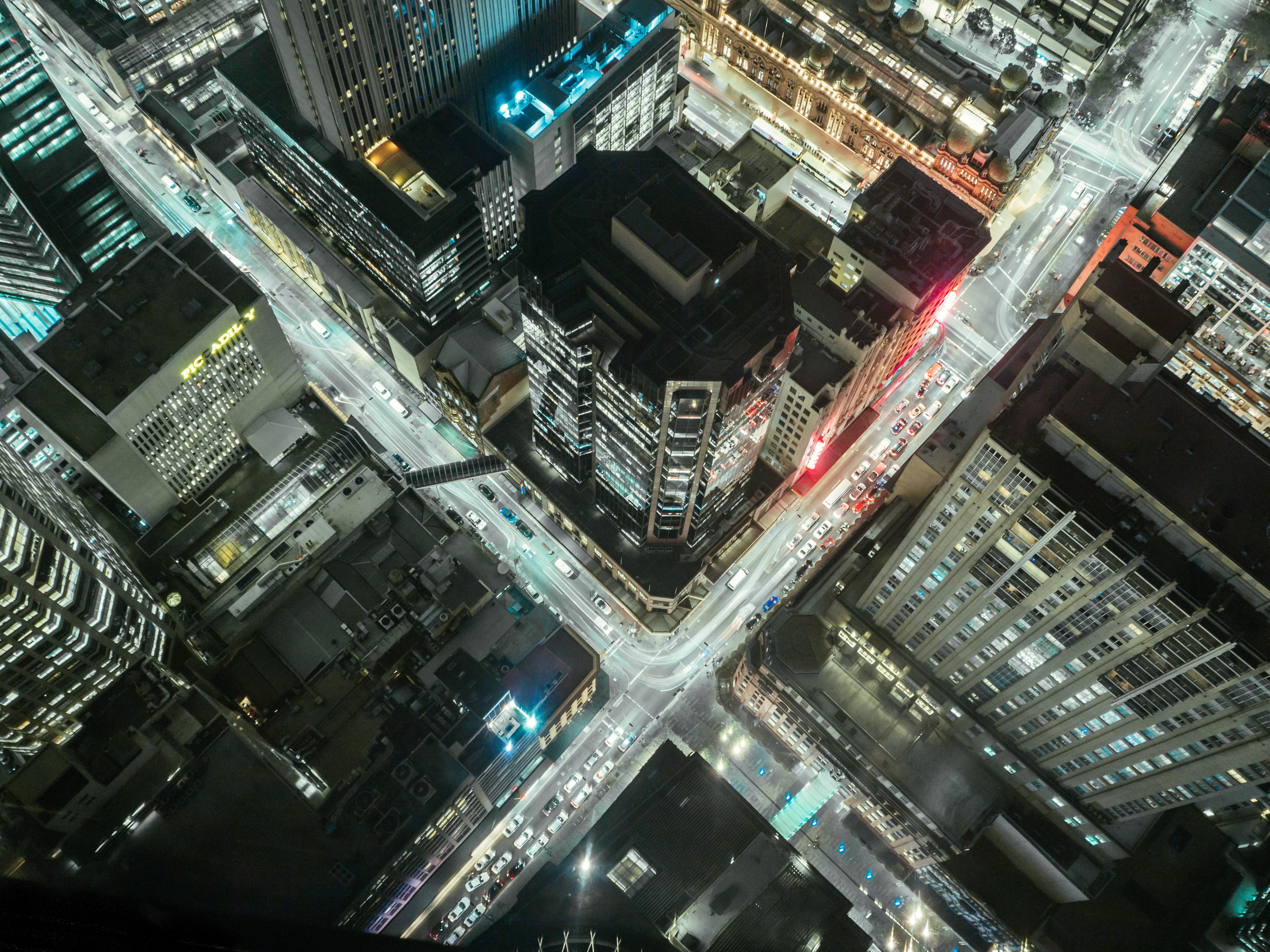

تتناول هذه المقالة التاريخ الاقتصادي لأستراليا منذ الاستيطان الأوروبي في عام 1788.

## 1788-1821
بدأ الاستيطان الأوروبي في أستراليا في السادس والعشرين من يناير عام 1788 في بورك جاكسون (سيدني الحديثة، نيو ساوث ويلز)، عندما وصل الأسطول الأول مع أكثر من ألف من المُدانين والجنود البحرية وعدد قليل من المستوطنين الأحرار بالإضافة إلى كمية كبيرة من المخازن لتأسيس لمستعمرة جزائية في نيو ساوث ويلز. طالبت المملكة المتحدة بكامل القسم الشرقي من أستراليا ليكون أرضًا لها وذلك على أساس الأرض المباحة، على الرغم من التحديد المبدئي للهبوط الفعلي والاستيطان اللاحق حتى منطقة بورك جاكسون. أخبر الحاكم فيليب لورد سيدني وزير الداخلية بالتعداد الإحصائي الأول لعام 1788، وجاء فيه أن عدد السكان البيض في المستعمرة قد بلغ 1030، كان منهم 753 من المتهمين مع أطفالهم، وكان في المستعمرة أيضًا سبعة أحصنة و2903 خروف و749 خنزير وستة أرانب و754 من المواشي. لم يدخل السكان الأصليون في الحسبان ولم يُقدّروا أو يذكروا في التقرير ضمن تلك المرحلة. أتى الأسطول الثاني في عام 1789 وجاء معه المزيد من المستوطنين، وجاء الأسطول الثالث في عام 1791، مع نقل المزيد من المدانين في السنوات التالية.
تمتع حكام نيو ساوث ويلز بسلطة تخولهم منح الأراضي للمستوطنين الأحرار وللمُحرَّرين (المدانين سابقًا) ولضباط الصف. مُنحت الأراضي وفقًا لشروط مثل ضريبة تدفع لقاء الأمر (شلن واحد مقابل كل خمسين فدان «200 ألف متر مربع» ويدفع بعد خمس سنوات) وشرط إقامة الحاصل على منحة الأرض فيها وزراعتها. في عام 1791، بدأ صيد الحيتان في أستراليا، وذلك عند مجيء الكابتن توماس ميبفيل قائد «بريطانيا» وهي واحدة من إحدى عشرة سفينة من الأسطول الثالث والكابتن إيبر بانكر قائد «ويليام آند آن»، فبعد أن وضعوا المسافرين والحمولة اتجهوا إلى صيد الحيتان والفقمات في المياه الأسترالية. كان جلد الفقمة وزيت الحوت والبلين (عظم فك الحوت) من السلع القيمة التي قدمت لأستراليا أولى صناعات الصادرات الكبرى. ساهم صيد الحيتان والفقمات بالاقتصاد الاستعماري أكثر من منتجات الأرض وذلك حتى ثلاثينيات القرن التاسع عشر. غادر الحاكم فيليب المستعمرة في ديسمبر عام 1792، وحينها كان تعداد السكان الأوروبيين 4.221 وكان منهم 3.099 مُدان.
في عام 1804، تأسست هوبارت فيما سُمّيَ لاحقًا أرض فان ديمين (تاسمانيا الحديثة) لتكون مستعمرة جزائية. تأسست لتحبط مطلبًا فرنسيًا محتملًا بذاك الجزء من أستراليا أكثر من كونها ذات منفعة اقتصادية مباشرة لمستوطنة سيدني. وبالكاد تمكنت مستوطنة نيو ساوث ويلز من الاستمرار خلال سنواتها الأولى، وأُهملت بشكل كبير لمعظم ربع القرن التالي بينما كانت بريطانيا منشغلة حتى عام 1815 بالحروب النابليونية. كان توفير العملة المناسبة للمستعمرة الجديدة من الأمور الهامة التي غفلت عنها بريطانيا، ونظرًا للقلة في أي نوع من أنواع المال كانت وسيلة التبادل الحقيقية هي شراب الروم، واستمر ذلك خلال أول خمسة وعشرين سنة من الاستيطان. على الرغم من أنه لم يحل مشكلة قلة العملات، لكن الحاكم فيليب غيدلي كينغ حاول أن يضبط الاقتصاد في عام 1800 فحدد قيمة عدة عملات أجنبية كان يتم تداولها في نيو ساوث ويلز. وخلال هذه الفترة تحدى فيلق نيو ساوث ويلز-الذي استفاد ضباطه من الوصول إلى الأراضي والبضائع المستوردة (وبالتالي شبكوا المصالح العامة مع الخاصة بشكل يائس)- سلطة الحكام. عُيّن الحاكم ماكواري في العام التالي. جرى تغير في السياسة تحت سلطته نحو تشجيع الاقتصاد الخاص لدعم نظام العقوبة بشكل مستقل عن أنشطة واهتمامات الحكومة الاستعمارية. كان هناك ازديادًا ملحوظًا في النقل بعد عام 1810 وهو الأمر الذي زوّد المستعمرة بقوى عاملة رخيصة وماهرة. تمتع العديد من المدانين بمهارات مطلوبة للمستعمرات الجديدة فمنهم العمال والحرفيون والموظفون والتجار. ومع انتهاء الفترة المحددة، يُضافون إلى السكان الأحرار بشكل دائم. كانت الجبال الزرقاء حاجزًا أمام توسع المستعمرة. وفي عام 1813، أتاح عبور الجبال الزرقاء للمستوطنين الوصول إلى الأراضي الخصبة غربي الجبال واستخدامها للزراعة. تأسست مدينة باثورست بكونها أول مستوطنة أسترالية داخل البلاد. تأسس مصرف نيو ساوث ويلز ليكون المصرف الأول في سيدني في عام 1817. تمكن هذا المصرف وكل مصرف خاص تأسس من بعده من إصدار العملات الورقية الخاصة به. خلال القرن التاسع عشر وأوائل القرن العشرين، فتح مصرف نيو ساوث ويلز فروعًا له كان أولها في أستراليا وأوقيانوسيا وفروعًا أخرى في موريتون باي (بريسبان) في عام 1850، ومن ثم في فيكتوريا (1851) ونيوزيلندا (1861) وجنوب أستراليا (1877) وغرب أستراليا (1883) وفيجي (1901) وبابوا (هي الآن جزء من بابوا غينيا الجديدة) في عام 1910 وفي تاسمانيا عام 1910 أيضًا. وبالتماشي مع المملكة المتحدة، أي سياسة الحكومة البريطانية بخصوص الأرض المركزة للاستيطان في المستعمرة، أصبح حكام نيو ساوث ويلز أكثر حذرًا عند تقديم مِنح الأراضي. وبحلول نهاية فترة حكم ماكواري في عام 1821، مُنح أقل من ألف ميل مربع (3000 كم مربع) من الأراضي في المستعمرة. وفوق هذا كله، تأسست الزراعة على أساس منح الأرض لكبار الموظفين والمُدانين المحررين، وسُمح بحريات محدودة للمدانين تتيح لهم توفير مجموعة من السلع والخدمات. على الرغم من اعتماد الحياة الاقتصادية بشكل كبير على مفوضية الحكومة بصفتها مزود للبضائع والأموال والصرف الأجنبي، اعتُرِف بالحقوق الفردية في الملكية والعمل، وبدأت الأسواق الخاصة لكليهما بالعمل.

## 1821-1880
وفقًا لدراسة في «مراجعة التاريخ الاقتصادي»، ازداد إجمالي الناتج المحلي الأسترالي للعامل بسرعة استثنائية من عشرينيات القرن التاسع عشر إلى ثمانينياته، وذلك بمعدل يتفوق على الولايات المتحدة بنسبة الضعفين وعلى بريطانيا بنسبة ثلاثة أضعاف. وبالرغم من ذلك، لم يؤد هذا النمو السريع في إجمالي الناتج المحلي للفرد إلى زيادة عدم المساواة (مثلما كانت الحالة في سيناريوهات مشابهة ضمن بلدان أخرى) وإنما أدى إلى تسوية ثورية في الدخل حتى سبعينيات القرن التاسع عشر).
خلال فترة حكم بريسبان الممتدة على مدار أربع سنوات (من عام 1821 حتى 1825)، مُنحت الأراضي بطريقة أسهل. وبالإضافة على ذلك، أتاحت القوانين الصادرة خلال فترة حكم بريسبان للمواطنين، بإذن منه، شراء ما يصل إلى 4 آلاف فدان (16 كلم مربع) بسعر خمسة شلن للفدان الواحد (وكانت الأرض عالية الجودة بسعر 7 شلن و6 بنس). وخلال فترة حكمه، تضاعفت الكمية الإجمالية للأراضي الخاصة بشكل فعلي.
سُمح للذين عُرفوا باسم «المستوطنين الأحرار» أن يأخذوا الأراضي فقط في المناطق المسموح بها، والتي حُصرت في المناطق التسعة عشر ضمن مستوطنة سيدني وذلك منذ عام 1826. ومنذ عام 1831، توقف منح الأراضي المجانية وكانت الأرض الوحيدة المتاحة للبيع ضمن المناطق التسعة عشر. جعل المستوطنون العشوائيون أعدادًا كبيرة من الأغنام والمواشي تجري خارج الحدود على الرغم من عدم اليقين بشأن امتلاك الأرض. ومن عام 1836 تمكنوا من القيام بذلك بشكل قانوني، ودفعوا عشر جنيهات سنويًا للتمتع بهذا الحق.
ومنذ عشرينيات القرن التاسع عشر، ارتكز النمو الاقتصادي بشكل متزايد على إنتاج الصوف الناعم والسلع الريفية الأخرى للأسواق في بريطانيا والاقتصادات الصناعية في شمال غرب أوروبا. ولتمويل هذه التجارة، أُنشئت عدة مصارف في لندن في الثلاثينيات، ومنها مصرف أستراليا في عام 1835، وتأسس بنك الاتحاد في أستراليا في عام 1837. قاطع هذا النمو حالتي كساد اقتصادي رئيستين خلال أربعينيات وتسعينيات القرن التاسع عشر وتحفّزَ بطرق معقدة من خلال اكتشافات الذهب الغنية في فكتوريا في عام 1851، لكن الديناميكيات الضمنية بقيت ثابتة بشكل أساسي.
في أوقات مختلفة، كان من المهم استخراج الموارد الطبيعية سواءً كانت بحرية قبل أربعينيات القرن التاسع عشر أو لاحقًا الذهب وغيره من المعادن. توسعت الزراعة والصناعة المحلية والصناعات البنائية لتلبي الحاجات الفورية للازدياد السكاني، الذي تركز بشكل متزايد في المراكز المدنية الرئيسة.
اجتذبت فرص تحقيق أرباح كبيرة في الزراعة الرعوية والتعدين مبالغ كبيرة من رأس المال البريطاني، في حين كان التوسع مدعومًا عمومًا بإنفاق حكومي هائل على النقل والاتصالات والبنية الأساسية الحضرية، التي كانت تعتمد أيضًا بشكل كبير على التمويل البريطاني. مع توسع الاقتصاد، أصبحت الهجرة على نطاق واسع ضرورية لتلبية الطلب المتزايد على العمال، وخاصة بعد انتهاء نقل المُدانين إلى البر الرئيسي الشرقي في عام 1840.
كانت تكاليف الهجرة مدعومة من قبل الحكومات الاستعمارية، مع قدوم المستوطنين في الغالب من المملكة المتحدة، ونقلهم المهارات التي أسهمت بشدة في نمو الاقتصاد. وفر كل هذا الأساس لإقامة مجتمعات استعمارية حرة. بالتالي، عملت المؤسسات المرتبطة بهذه الميزات، بما في ذلك سيادة القانون، وحقوق الملكية الآمنة، والأنظمة السياسية المستقرة والديمقراطية، على خلق ظروف عززت النمو في نهاية الأمر.
بالإضافة إلى نيوساوث ويلز، أنشِئت أربع مستعمرات بريطانية أخرى في البر الرئيسي: أستراليا الغربية (1829)، جنوب أستراليا (1836)، فيكتوريا (1851) وكوينزلاند (1859). أصبحت أرض فان ديمين (تاسمانيا بعد عام 1856) مستعمرة منفصلة في عام 1825. منذ خمسينيات القرن التاسع عشر، حصلت هذه المستعمرات على حكومة مسؤولة. في عام 1901، تحالفوا، فأنشؤوا كومنولث أستراليا.
بدأت عملية النمو الاستعماري بتطورين مرتبطين. أولًا، في عام 1820، استجابت ماكواري للضغوط المفروضة على الأراضي في المناطق المحيطة بسيدني على الفور من خلال تخفيف القيود المفروضة على الاستيطان. سرعان ما أصبحت الحركة الخارجية للرعاة الباحثين عن مراعي جديدة خارجة عن السيطرة. منذ عشرينيات القرن التاسع عشر، شجعت السلطات البريطانية المؤسسات الخاصة أيضًا من خلال توزيع المدانين جملةً على أصحاب العمل من القطاع الخاص وتيسير حصولهم على الأراضي.
في عام 1831، بدأ تطبيق مبادئ الاستعمار المنهجي التي عممها إدوارد غيبون ويكفيلد (1796-1862) في نيوساوث ويلز مع الاستعاضة عن بيع الأراضي بالمنح من أجل تمويل الهجرة. بيد أن هذا لم يؤثر على استمرار حركة الرعاة إلى الخارج الذين كانوا ببساطة يحتلون الأراضي التي يمكنهم العثور عليها خارج الحدود الرسمية للاستيطان، متجاهلين عادةً أي حقوق للشعوب الأصلية.
بحلول عام 1840، طالبوا بمساحة شاسعة من الأرض تبعد مئتي ميل عن خليج موريتون في الشمال (موقع بريسبان الحديثة) إلى منطقة بورت فيليب (مستعمرة فيكتوريا مستقبلًا، والتي وُضعت ملبورن عاصمتها عام 1837) إلى أديلايد في جنوب أستراليا. كان غياب أي سند قانوني يعني أن هؤلاء الدخلاء أصبحوا يُعرفون باسم «مستوطنين عشوائيين»، ولم تُحسم شروط ولايتهم نهائيًا إلا في عام 1846 بعد صراع سياسي طويل مع حاكم نيوساوث ويلز، السير جورج غيبس.
كان أثر المستعمرات العقابية الأصلية على السكان الأصليين هائلًا. كانت عواقب الاستيطان العشوائي بعد عام 1820 مدمرة بنفس القدر، إذ استُولي على الأراضي والموارد الطبيعية التي تعتمد عليها أنشطة الصيد وجمع الثمار المحلية والإدارة البيئية على نطاق واسع. انهار السكان الأصليون في مواجهة الأمراض والعنف والإبعاد القسري حتى لم يتمكنوا من النجاة إلا على هامش الاقتصاد الرعوي الجديد، أو على الاحتياطيات الحكومية، أو في المناطق القاحلة من القارة الأقل تأثرًا بالمستوطنين البيض. كان من المقرر تكرار هذه العملية في شمال أستراليا خلال النصف الثاني من القرن.
يمكن حدوث ذلك بالنسبة للمستعمرين؛ لأن أستراليا كانت تُعتبر أرضًا مباحة، متاحة للاحتلال والاستغلال. كان تشجيع المشاريع الخاصة، واستقبال أفكار ويكفيلد، وانتشار المستوطنين البيض على نطاق واسع، كلها جزءًا من تحول عميق في المفاهيم الرسمية والخاصة لآفاق أستراليا وقيمتها الاقتصادية كمستعمرة بريطانية. خلقت آلاف السنين من إدارة الأراضي بالحرق (الحرق المحكوم) للمساعدة في الصيد وجمع الثمار، مراعي داخلية في الجنوب الشرقي، التي كانت مثالية لإنتاج الصوف الرفيع.
أثارت البيئة الطبيعية والحوافز الرسمية التي وُصفت آنفًا، توقعات بتحقيق أرباح كبيرة في المشاريع الرعوية وجذبت تيارًا متناميًا من رأس المال البريطاني في شكل منظمات مثل الشركة الزراعية الأسترالية (1824)، التي منحت الحق في اختيار مليون فدان (4047 كيلومتر مربع) في نيوساوث ويلز لأغراض التنمية الزراعية، وأنشِئت مستوطنات جديدة في غرب أستراليا (1829) وجنوب أستراليا (1836). بحلول ثلاثينيات القرن التاسع عشر، تفوّق الصوف على زيت الحوت باعتباره أهم صادرات المستعمرة، وبحلول عام 1850 قامت نيوساوث ويلز بتشريد ألمانيا باعتبارها المورد الرئيسي في الخارج للصناعة البريطانية.
مع السماح بالتعقيد المتزايد للاقتصاد الاستعماري، فإن دورة النمو القائمة على استيطان الأراضي والصادرات ورأس المال البريطاني من شأنها أن تتكرر مرتين. انتهت الطفرة الرعوية الأولى إلى اكتئاب كان في أسوأ حالاته خلال الفترة 1842-1843. على الرغم من استمرار نمو الناتج خلال أربعينيات القرن التاسع عشر، احتُلت أفضل الأراضي في غياب الاستثمار الكبير في الممتلكات المسروقة وإمدادات المياه. في غياب المزيد من التوسع الجغرافي، تضاءلت فرص تحقيق أرباح عالية ونضب تدفق رأس المال البريطاني، ما ساهم في اتساع الانتكاسة الناجمة عن القحط والفشل التجاري.
أنشِئ خلال هذه الفترة عدد من المصارف وشركات الرهن الموجودة في لندن للعمل في المستعمرات، بما في ذلك بنك أسترالاسيا (1835)، وبنك الاتحاد الأسترالي (1837)، والبنك الإنجليزي الإسكتلندي الأسترالي (1852).

### 1850–60
أدى اكتشاف الذهب عام 1851 إلى وفرة وجود الذهب في العديد من أجزاء أستراليا وتغيير اتجاه الاقتصاد الأسترالي. أدى الاكتشاف إلى ترك العديد من العمال لعملهم والتوجه إلى حقول الذهب. تسببت هذه الوفرة في الذهب في تدفق أعداد هائلة من الأشخاص من الخارج، بمن فيهم مصادر غير بريطانية عديدة. في خمسينيات القرن التاسع عشر، كانت فيكتوريا مركز تعدين الذهب في أستراليا، وازداد عدد السكان من 76,000 في 1851 إلى 540,000 في 1861. تضاعف مجموع سكان أستراليا أكثر من ثلاثة أضعاف، من 430,000 في عام 1851 إلى 1.7 مليون في عام 1871. استؤنف الصوف بوصفه المصدر الرئيسي للنمو الاقتصادي بحلول عام 1860.
بدأت الحكومات الاستعمارية «إستراتيجية تنمية» بإصدار سندات إلى سوق لندن، وبيع الأراضي العامة واستخدام ذلك في تمويل البنية التحتية.
مع نفاد الذهب في فكتوريا، تدفق الكثير من الأشخاص إلى ملبورن، أو أصبحوا مجمع من العاطلين عن العمل في المدن المحيطة ببالارات وبنديجو. أدى النمو السكاني المتسارع والثروة الهائلة لحقول الذهب إلى ازدهار دام أربعين عامًا. انتشرت ملبورن شرقًا وشمالًا فوق الأراضي العشبية المسطحة المحيطة، وجنوبًا إلى الساحل الشرقي لبورت فيليب. نشأت الضواحي الجديدة الغنية، بينما استقرت الطبقات العاملة في الضواحي الداخلية.
أدى تدفق الباحثين عن الذهب المتعلمين من إنجلترا إلى نمو سريع في المدارس والكنائس والمجتمعات التعليمية والمكتبات والمعارض الفنية. على خلفية الثروة المستمدة من الذهب، حدث انفجار في نشاط البناء خاصة في ملبورن. أقيم أول خط تلغراف في أستراليا بين ملبورن وويليامزتاون في عام 1853. أنشِئت أول سكة حديدية في أستراليا في ملبورن عام 1854. عقب الإدماج عام 1853، بُنيت جامعة ملبورن في عام 1855، ومكتبة فيكتوريا الحكومية في عام 1856. كان هناك العديد من أعمال البناء الأخرى.

### 1860–75
نظرًا للزيادات في الدخل الناجم عن وفرة الذهب، كان أداء قطاعي التصنيع والبناء في الاقتصاد جيدًا جدًا. استمر الازدهار الذي يغذيه الذهب والصوف طيلة ستينيات وسبعينيات القرن التاسع عشر. عانت فيكتوريا من نقص حاد في العمالة على الرغم من تدفقات المهاجرين المستمرة، ما أدى إلى ارتفاع الأجور إلى أن كانت الأعلى على مستوى العالم. عُرفت فيكتوريا بـ«جنة الرجل العامل» في هذه السنوات. فاز اتحاد نقابة الحجارين بثماني ساعات عمل في اليوم عام 1856، واحتُفل به ببناء قاعة ملبورن التجارية الضخمة في كارلتون.
افتتحت أول بورصة أسترالية في ملبورن عام 1861.
في عام 1861، عدلت قوانين أراضي التاج لعام 1861، على ملكية الأراضي في نيوساوث ويلز في محاولة لكسر سيطرة المستوطنين العشوائيين على حيازة الأراضي. أتاحت هذه القوانين الاختيار غير المحدود لأراضي التاج الزراعي في مناطق محددة، وأتاحت تجاوز حدود الموقع، ما أدى إلى قصر بيع الأراضي على المقاطعات التسع عشرة التي طبقت منذ عام 1826.

### 1875–80
مع تضاؤل توافر الأراضي الخصبة للمستوطنين، واصلت الصناعات الرعوية زيادة حيازاتها من الأراضي لاستخدامها في إنتاج الصوف. تسبب هذا في تراجع العائدات على الاستثمار من جانب الشركات الرعوية. حتى عندما استُخدمت الأراضي الأفقر لأغراض إنتاج الصوف، كان هناك استثمار مستمر من جانب الجهات الداعمة الخاصة، والحكومات (في هيئة بنية أساسية للنقل).
افتُتحت قاعة ملبورن التجارية في عام 1859، مع افتتاح مجلسي التجارة والعمالة وقاعات التجارة في جميع المدن ومعظم البلدات الإقليمية في السنوات الأربعين التالية. أثناء ثمانينيات القرن التاسع عشر، تطورت نقابات العمال بين الجزازين، وعمال المناجم ومحملي السفن (عمال المرافئ)، ولكنها سرعان ما انتشرت لتغطي كل الوظائف العمالية تقريبًا. أدى نقص العمالة إلى ارتفاع الأجور بالنسبة لطبقة عاملة ماهرة، الذين طالبت نقاباتهم بثماني ساعات عمل في اليوم وغير ذلك من الفوائد غير المسموعة في أوروبا.
اكتسبت أستراليا سمعة باعتبارها «جنة الرجل العامل». حاول بعض أصحاب العمل إضعاف النقابات من خلال استيراد العمالة الصينية. أسفر هذا عن رد فعل أدى إلى تقييد جميع المستعمرات للهجرة الصينية والآسيوية الأخرى. كان هذا أساس سياسة أستراليا البيضاء. كان «الاتفاق الأسترالي»، الذي يستند إلى التحكيم الصناعي المركزي، ودرجة من المساعدة الحكومية خاصة للصناعات الأولية، وأستراليا البيضاء، سيستمر لعدة سنوات قبل أن يذوب تدريجيًا في النصف الثاني من القرن العشرين.